# Puycapel
Puycapel é uma comuna francesa na região administrativa da Auvérnia-Ródano-Alpes, no departamento de Cantal. Estende-se por uma área de 43.72 km². Em 2010 a comuna tinha 767 habitantes (densidade: 17,5 hab./km²).
Foi criada em 1 de janeiro de 2019, a partir da fusão das antigas comunas de Calvinet e Mourjou.